# Игрите на глада
„Игрите на глада“ са поредица от антиутопични романи за млади възрастни, написани от американската авторка Сюзан Колинс. Първите три романа са част от трилогия, следваща тийнейджърската героиня Катнис Евърдийн, а четвъртата книга е предистория, чието действие се развива 64 години преди оригинала и разказва историята на анти-героят в първоначалната трилогия.
Романите от трилогията са озаглавени Игрите на глада (2008), Възпламеняване (2009) и Сойка-присмехулка (2010). Всеки от тях е адаптиран към филм, създавайки филмовата поредица „Игрите на глада“, като адаптацията на „Сойка-присмехулка“ е разделена на два пълнометражни филма. Първите две книги от поредицата сабестселъри на New York Times, а Сойка-присмехулка оглави всички списъци на бестселъри в САЩ след излизането си. По времето, когато филмовата адаптация на „Игрите на глада“ беше пусната през 2012 г., издателите отчетоха над 26 милиона отпечатани книги от трилогията „Игрите на глада “.
Вселената на Игрите на глада е антиутопия, която се развива в Панем, северноамериканска държава, състояща се от богатия Капитол и 13 окръга в различни състояния на бедност. Всяка година деца от първите 12 окръга се избират чрез лотария за участие в задължителен телевизионен мач на смъртта Battle Royale, наречен Игрите на глада. Първоначално се знае, че 13-тият окръг е бил унищожен след края на войната, чието наказание са Игрите на глада.
13-ти окръг също е бил подложен на това, но те се рабунтваха срещу Капитол. Тъй като Окръг 13 е специализиран в ядрени оръжия, Капитол бързо се предаде и се съгласи на мирно споразумение. И двете страни се съгласиха, че всички жители на Окръг 13 ще се преместят под земята и земята отгоре ще бъде бомбардирана, за да изглежда, че Капитол е победил.
Всички романи са добре приети. През август 2012 г. поредицата се класира на второ място, изпреварена само от поредицата Хари Потър в анкетата на NPR за 100-те най-добри тийнейджърски романа, която помоли гласоподавателите да изберат любимите си книги за млади хора. На 17 август 2012 г. Amazon обяви трилогията Игрите на глада за своя най-продаван, надминавайки рекорда, държан преди това от поредицата Хари Потър. От 2014 насам, от трилогията са продадени повече от 65 милиона копия само в САЩ (над 28 милиона копия на Игрите на глада, над 19 милиона копия на Catching Fire и над 18 милиона копия на Сойка-присмехулка). Трилогията „Игрите на глада“ е продавана в 56 страни и е преведена на 51 езика до момента.
Романът предистория, озаглавен „Балада за пойни птици и змии“, който разказва за първите дни на Игрите на глада, е издаден на 19 май 2020 г. Предисторията е продадена от Stimola Literary Studio в 35 страни до момента.

## История
Трилогията „Игрите на глада“ се развива в неопределено бъдеще, в антиутопичната, постапокалиптична нация Панем, разположена в Северна Америка. Страната се състои от богат град Капитол, разположен в Скалистите планини, заобиколен от дванадесет (първоначално тринадесет) по-бедни окръга, управлявани от Капитол. Капитол е пищно богат и технологично напреднал, но окръзите са в различно състояние на бедност. Разказвачът и главният герой на трилогията, Катнис Евърдийн, живее в Окръг 12, най-бедният регион на Панем, разположен в Апалачите, където хората редовно умират от глад. Като наказание за минал бунт срещу Капитол (наречен „Тъмните дни“), в който окръг 13 е унищожен, едно момче и едно момиче от всеки от дванадесетте останали окръзи, на възраст между 12 и 18 години, се избират чрез лотария да се състезават в годишно шоу, наречен Игрите на глада. Игрите са телевизионно събитие, в което участниците, наречени „трибути“, са принудени да се бият до смърт на опасна арена. След това самотният победител и неговият роден окръг са възнаградени с храна, провизии и богатства. Целта на Игрите на глада е да осигури забавление за Капитол и да напомни на окръзите за силата на Капитол и липсата на угризения или прошка за неуспешния бунт на предците на сегашните конкуренти.

## Структура
Всяка книга от трилогията „Игрите на глада“ има три части от по девет глави. Колинс казва, че този формат идва от нейния опит в писането на пиеси, който я е научил да пише в структура от три действия; нейната предишна серия, The Underland Chronicles, е написана по същия начин. Тя вижда всяка група от девет глави като отделна част от историята и коментарите все още наричат тези разделения „прекъсвания на действие“.

## Произход
Колинс казва, че е получила вдъхновение за поредицата както от класически, така и от съвременни източници. Нейният основен класически източник на вдъхновение е гръцкият мит за Тезей и Минотавъра, в който, като наказание за минали престъпления, Минос принуждава Атина да принесе в жертва седем младежи и седем девойки на Минотавъра, който ги убива в огромен лабиринт. Колинс казва, че дори като дете е била зашеметена от идеята, тъй като „е било толкова жестоко“ да принуди Атина да пожертва собствените си деца.
Колинс също цитира като класическо вдъхновение древноримските гладиаторски игри. Тя смята, че три ключови елемента създават добра игра: силно и безмилостно правителство, хора, принудени да се бият до смърт, и ролята на играта като източник на популярно забавление.
Съвременен източник на вдъхновение беше неотдавнашното увлечение на Колинс по телевизионните риалити програми. Тя казва, че те са като Игрите на глада, защото Игрите не са само забавление, но и напомняне на окръзите за техния бунт. Колинс казва, че докато е превкючвала канали по телевизията в една тиха нощ, е видяла хора да се състезават за награда и след това е видяла кадри от войната в Ирак. Тя описа как двамата се комбинират по „обезпокоителен начин“, за да създадат първите ѝ идеи за поредицата.

## Романи

### Трилогия

#### Игрите на глада
Игрите на глада е първата книга от поредицата и е издадена на 14 септември 2008 г.
Игрите на глада проследяват 16-годишната Катнис Евърдийн, момиче от Окръг 12, което е доброволец за 74-те Игри на глада вместо по-малката си сестра Примроуз Евърдийн, също наричана Прим. Също така избран от Окръг 12 е Пийта Меларк, който веднъж е спасил Катнис от гладна смърт, когато са били деца. Те са наставлявани от единствения жив победител в техния район, Хеймич Абърнати, който печели 24 години по-рано и оттогава води самотен живот на алкохолизъм .
Пийта признава дългогодишната си тайна любов към Катнис в телевизионното интервю преди игрите. Това разкритие зашеметява Катнис, която обикновено не си позволява да мисли за романтично привличане поради травматичното си детство и страха си да не загуби бъдещи деца заради Игрите на глада. Тя обаче смята, че Пийта само симулира любов към нея като тактика за Игрите.
На арената Пийта спасява живота на Катнис няколко пъти, без тя да разбере. Катнис се съюзява с Ру, малък тибут от Окръг 11, която напомня на Катнис за нейната сестра, Прим. Когато Ру е убита, Катнис поставя цветя около тялото ѝ като акт на неподчинение към Капитол. Останалите живи трибути са предупредени за промяна на правилото, позволяващо на трибути от същия окръг да печелят като отбор. Катнис намира Пийта, сериозно ранен, и вместо да се състезава сама и да бъде необременена от него, тя рискува живота си и го лекува. Хеймич я съветва да симулира чувства към Пийта, за да спечели богати спонсори, които могат да осигурят важни доставки на „звездните любовници“ по време на Игрите. Докато си позволява да се доближи до Пийта, тя развива истински чувства към него.
Когато всички други трибути са мъртви, промяната на правилото внезапно бива отменено. Тъй като никой не желае да убие другия, Катнис измисля решение: двойно самоубийство чрез ядене на отровни плодове. Това принуждава властите да признаят, че и двамата са спечелили игрите, точно навреме, за да спасят живота си. По време и след игрите истинските чувства на Катнис към Пийта нарастват и тя се бори да ги помири с факта, че връзката им се е развила под принуда.
Хеймич я предупреждава, че опасността далеч не е отминала. Властите са бесни, че са ги направили на глупаци и единственият начин да се опита да успокои гнева им е да продължи да се преструва, че действията ѝ са били заради любовта ѝ към Пийта и нищо друго. На път за вкъщи Пийта е ужасен да научи за измамата.

#### Възпламеняване
Възпламеняване е втората книга от поредицата, издадена на 1 септември 2009 г.
Във Възпламеняване, който започва шест месеца след края на Игрите на глада, Катнис научава, че нейното неподчинение в предишния роман е дало начало на верижна реакция, която е вдъхновила нов бунт в окръзите. Президентът Сноу заплашва да навреди на семейството и приятелите на Катнис, ако тя не помогне за потушаване на размириците и не се омъжи за Пийта. Междувременно Пийта осъзнава неискрената любов на Катнис към него, но въпреки че се чувства тъжен, той не я притиска по никакъв начин. Той също така е бил информиран за заплахите на Сноу, така че той обещава да помогне да продължи действието, за да пощади гражданите на Окръг 12. Най-добрият приятел на Катнис, Гейл Хоторн, признава любовта си към Катнис, което я шокира и обърква.
Катнис и Пийта обикалят окръзите като победители и планират публична сватба. Докато изпълняват заповедите на Сноу и поддържат илюзията, Катнис и Пийта неволно подхранват бунта и брошката на сойка-присмехулница, която тя носи, се превръща в негов символ. Окръг след окръг, гражданите на Панем започват да организират въстания срещу Капитол. Сноу обявява специално 75-то издание на Игрите на глада – известно като Четвътично издания – в което Катнис и Пийта са принудени да се състезават, отново, този път с предишни победители, което на практика отменя сватбата.
Катнис вярва, че Пийта трябва да оцелее в тези игри вместо нея и посвещава живота си на спасяването му. Пийта на свой ред посвещава живота си на спасяването ѝ и двамата признават противоположните намерения на другия. По настояване на Хеймич, двойката се обединява с няколко други трибюти и Катнис успява да унищожи арената. Катнис е спасена от бунтовническите сили на Окръг 13 и научава, че Капитол е пленил Пийта и техния съюзник от Окръг 7, Джоана Мейсън. В крайна сметка Катнис научава – за своя изненада – че по невнимание е била неразделна част от бунта през цялото време; нейното спасяване е планирано съвместно от Хеймич, Плутарх Хейвънсби и Финик Одеър. При знанието, че Пийта е заловен и сега ще бъде измъчван и убит, Катнис е бясна и прави опит да убие Хеймич. Тя бива упоена за своя собствена безопасност.
Катнис се събужда в медицински център, а Гейл, който седи до нея, я информира, че Капитол е унищожил Окръг 12 като отмъщение, и те се намират в Окръг 13. След известно колебание Катнис се присъединява към бунтовниците.

#### Сойка-присмехулка
Сойка-присмехулка, третата и последна книга от поредицата Игрите на глада, е издадена на 24 август 2010 г.
Повечето от окръзите се бунтуват срещу Капитол, водени от окръг 13 и неговия президент Алма Койн. Капитол лъже, че окръга е билаю унищожен в „Черните дни“. След противопоставяне с Капитол, жителите на Окръг 13 са започнали да живеят под земята и да възстановяват силите си. Оцелелите от Окръг 12 намират подслон при тях. Катнис също научава, че Пийта е жив и е измъчван и принуден да говори по националната телевизия, обезсърчавайки бунта. Тя се съгласява да стане „Сойката-присмехулка“, символът на бунта. В замяна тя изисква имунитет за Пийта, Джоана Мейсън, Ани Креста и Енобария, другите победители в Игрите, заловени от Капитол. Катнис също иска привилегията сама да убие президента Сноу.
Когато Катнис разбира, че Капитол ще продължи да измъчва Пийта, докато тя подхранва бунта, тя получава пристъп на паника и губи способността си да функционира като Сойка-присмехулница. Организирана е спасителна мисия, която успява да спаси Пийта, Джоана и Ани. Пийта обаче е с промит мозък, за да убие Катнис, и се опитва да я задуши до смърт при повторното им събиране. Той се подлага на експериментално лечение, за да се опита да се излекува. Катнис няма надежда за неговото възстановяване и решава да даде всичко от себе си на бунта и да умре в процеса.
По време на романа Катнис вижда колко безмилостен е Гейл. Изглежда той не цени толкова човешкия живот, колкото тя. Той не изпитва никакво съчувствие към враговете на бунта и се чувства добре с изтезания и убийства, дори на невинни цивилни, за да подпомогне бунта. Тя се бори да примири това с факта, че все още я е грижа за Гейл. На фона на смазващата си самота и нейния посттравматичен стрес тя целува Гейл, но той казва, че целувката не е истинска, тъй като е като „да целуваш някой, който е пиян“.
След като се възстановява от атаката на Пийта, Катнис и екип, известен като „Звездния отряд“, съставен от Гейл, Пийта, Финик, снимачен екип и различни други войници, са назначени да заснемат пропаганда в сравнително тихи бойни зони. Катнис обаче решава да отиде в Капитол, за да убие Сноу, преструвайки се, че Койн ѝ е дала тази мисия. Пийта все още се бори с промиването на мозъка си, но се възстановява и все още е влюбен в Катнис. Повечето от отряда са убити по пътя, включително наскоро женения Финник. Докато Катнис се приближава до имението на Сноу, тя вижда група деца от Капитол, които го заобикалят като човешки щитове. Изведнъж ховъркрафт пуска сребърни парашути върху децата, които се протягат към тях, надявайки се да носят храна. Някои от парашутите експлодират, създавайки касапница. Настъпващите бунтовници изпращат медици, включително Примроуз Евърдийн. След това останалите парашути експлодират, убивайки Примроуз точно когато тя вижда сестра си.
По-късно Катнис, също ранена, се събужда от кома, за да разбере, че бунтовниците са победили и Сноу очаква екзекуция от нейните ръце. Когато тя среща Сноу случайно, той твърди, че Койн е тази, която тайно е наредил бомбардировките, за да лиши подкрепата на останалите си последователи. Тази бомба също отговаря на описанието на тази, която Гейл е помагъл да се създаде, и тя прекъсва приятелството си с Гейл. След това Койн моли оцелелите победители да гласуват за финалните Игри на глада, включващи децата на високопоставени служители на Капитол (включително внучката на Сноу). За да спечелят доверието на Койн, Катнис и Хеймич дадоха решаващите гласове в полза на схемата. Въпреки това, при това, което се предполага, че е екзекуцията на Сноу, Катнис вместо това убива Койн със стрелата си. Сноу се смее, докато умира, задушавайки се от кръвта в устата си. Катнис се опитва да се самоубие, но Пийта я спира и вместо това е арестувана.
Катнис е осъдена, но съдебните заседатели смятат, че е психически неспособна и е изпратена у дома в Окръг 12.. Майката на Катнис и Гейл си намират работа в други райони. Пийта възвръща разсъдъка си. Катнис се установява при него и двамата „растат отново заедно“. След много години тя най-накрая се съгласява да има деца. Те имат момиче и след това момче, които растат в свят без Игрите на глада. За да се справи с продължаващото си посттравматично стресово разстройство, Катнис често прекарва време, разказвайки всяко мило дело, на което е била свидетел.

### Предистория

#### Балада за пойни птици и змии
Предистория на трилогията, озаглавена „Балада за пойни птици и змии“, беше издадена на 19 май 2020 г. Действието на романа се развива 64 години преди събитията от първите Игри на глада, по време на „Мрачните дни“, довели до неуспешния бунт в Панем. Историята проследява 18-годишния Кориолан Сноу, чието фамилно име е изгубено, тъй като останалите Сноу живеят в бедност и се борят да запазят изявите си в следвоенния Панем. Сноу става ментор за 10-ите годишни Игри на глада като негов последен проект преди да завърши училище. Сноу показва голяма ангажираност в наставничеството на своят трибут Луси Грей Беърд от бедния Окръг 12, защото нейната победа означава, че той ще получи парична награда, която ще покрие обучението му в университета. Макар и първоначално скептичен, Сноу вярва, че може да обърне шансовете на Игрите в своя полза, след като вижда Луси Грей да пее предизвикателно по време на церемонията по жътва. С времето, прекарано като наставник на Луси Грей, Сноу започва да се влюбва в нея и трябва да избере между нея и своето обещаващо политическо бъдеще. Колинс смята, че героинята ѝ Луси Грей е въвела концепцията за забавление в Игрите на глада със своя изпълнителски и музикален талант.

## Теми
Основните теми на романите включват недоверие към властта (на възрастните и правителството), класова и кастова дискриминация, съпротива, етика на забавлението и най-вече произход и последици от войната. Социалното неравенство, безотговорното управление и насилието срещу деца също са предложени като важни теми. „В света на „Игрите на глада“ Капитол живее живот на екстравагандно богатство и потребление. Междувременно в „окръзите“ милиони хора работят опасни работни места с ниско заплащане. Докато Капитол тъне в излишък, районите едва могат да си позволят да изхранят децата си." Авторката Сюзан Колинс също споменава темите за „справедливата война“, гладиаторските битки и глада. Войната в резултат на климатичното бедствие и силата и илюзиите на телевизията също са цитирани като теми. Други споменават революцията и бунта като теми. „Въпреки че е... насочен към млади възрастни, той представя потенциално доста подривни идеи за масова революция, икономически саботаж и популистка борба срещу олигархията .“

## Рецепция

### Критичен прием
И трите книги са добре приети. Похвалите се фокусират върху пристрастяващото качество, особено на първата книга, и действието. Авторът на фантастика за млади хора Джон Грийн, пишещ за The New York Times, сравни Игрите на глада с поредицата The Uglies на Скот Вестерфелд. Възпламеняване беше похвалена за подобряване на първата книга, а Сойка-присмехулка беше похвалена за изобразяването на насилие, добре реализирано изграждане на света и романтична интрига.
Поредицата получи критики относно темата за риалити телевизионната „игра на смъртта“, която е производна на по-ранни произведения, особено Battle Royale, както и The Running Man, The Long Walk, The 10th Victim, и Серия 7: Претендентите. Поредицата беше критикувана и за романтичната сюжетна линия: Роли Уелч от The Plain Dealer на Охайо критикува липсата на решително поведение на героите, а Дженифър Рийз от Entertainment Weekly заяви, че има малка разлика между Пийта и Гейл и в поредицата липсва „еротична енергия“, наблюдавана в поредицата „Здрач“ .
JC Maçek III от PopMatters заяви: „Докато филмовата сага наистина улавя действието на „Игрите на глада“, романите със сигурност са сърцето на историята. Те не са нищо по-малко от „Писателската кройка“ на самите филми.“ В своята рецензия Майк Руиз твърди, че филмът Игрите на глада няма разказа от първо лице, който е в оригиналния роман. В резултат на това Руис твърди, че романът е по-добър от филма.
Последната книга, Сойка-присмехулка, беше критикувана от Дан Шейд от SF Site, който смяташе, че Катнис е по-слаб характер от другарите си и по-малко решителна в пътуването си до Капитолия, и че по отношение на нейната вендета срещу президента Сноу, нейните действия във финалът не е в съответствие с установения ѝ характер.
На 5 ноември 2019 г. BBC News включи Игрите на глада в списъка си със 100-те най-влиятелни романа .

### Адаптации

#### Филмови адаптации
Lionsgate Entertainment придобиват права за разпространение в световен мащаб на филмова адаптация на „Игрите на глада“, продуцирана от продуцентската компания Color Force на Нина Джейкъбсън. Колинс сама адаптира романа за филм, заедно с режисьора Гари Рос. Актьорският състав включва Дженифър Лорънс като Катнис, Джош Хъчърсън като Пийта и Лиам Хемсуърт като Гейл. Първият филм Игрите на глада започна заснемането през пролетта на 2011 г. и беше пуснат през март 2012 г. За  Игрите на глада: Възпламеняване, Рос беше заменен като режисьор от Франсис Лоурънс. Филмът беше пуснат през ноември 2013 г. След това Лорънс режисира Игрите на глада: Сойка-присмехулка – част 1 и Игрите на глада: Сойка-присмехулка – част 2, издадени съответно през ноември 2014 г. и ноември 2015 г.